# Gorybia tibialis
Gorybia tibialis là một loài bọ cánh cứng trong họ Cerambycidae.